# ناصر المسيميري
ناصر المسيميري شاعر وراوية سعودي، له اهتمام واسع بالروايات الشعبية والقديمة، كتب زاوية (قصة مثل) في جريدة الجزيرة،  وصدر له العديد من المؤلفات التي تتعلق بالتراث الشعبي في المملكة العربية السعودية، ومن أبرزها: (ألغاز وحلول)، و (قصص واقعية من الجزيرة العربية).

## الإصدارات
- (شاعر وموقف).
- (قصة مثل).[5]
- (أبيات وأماكن).[6]
- (أبيات ومواقف).
- (قصص واقعية من الجزيرة العربية).[7]
- (ألغاز وحلول) صدر في خمسة أجزاء.[8]
- (ديوان الشاعر عبد الله الحرير)[9]
- (ديوان المسيميري: مجموعة من قصائد ومواقف).[10]

## أمسيات
- أمسية ضمن فعاليات صيف البكيرية أمسية شعرية بعنوان (علوم رجال) عام 2006م.[11]
- أمسية ضمن مهرجان «صيف الزلفي 29» عام 2008م.[12]
- أمسية نظمتها لجنة الفنون الشعبية في مهرجان «ربيع بيشة الكل يعيشه» عام 2014م.[13]